# Wartungsfenster
Als Wartungsfenster bezeichnet man ein gewisses Zeitfenster, in dem Wartung an Hard- oder Software stattfindet. Die Länge des Wartungsfensters hängt von der Menge und dem Aufwand der durchzuführenden Arbeiten ab. Die Arbeiten finden nachts bzw. außerhalb der normalen Arbeitszeiten statt, um eine Dienstebeeinträchtigung für Kunden (sowohl intern als auch extern) zu vermeiden oder ganz auszuschließen. Sind für eine Änderung mehrere voneinander unabhängige Arbeitsschritte notwendig,  so können diese auf mehrere Tage verteilt stattfinden, um eine Beeinträchtigung des Dienstes zu vermeiden. 
Das gilt allerdings nicht grundsätzlich. So können Wartungsarbeiten an Anlagen, deren Verfügbarkeit für die Nutzer als nicht kritisch festgelegt wurde oder deren Funktion zeitweilig durch andere Geräte ersetzt werden kann (z. B. Telefonanlage), in Absprache mit den Beteiligten auch während der normalen Arbeitszeit durchgeführt werden. 
Wartungsfenster sind sowohl in der Informations- als auch in der Telekommunikationstechnik Tagesgeschäft. In vielen Fällen sind Wartungsfenster mit dem betroffenen Kunden vertraglich in den SLA oder OLA vereinbart und finden regelmäßig statt. Die Vereinbarung von festen zyklischen Wartungsfenstern hat den Vorteil, dass z. B. im Bereich der Netzwerk bzw. Telekommunikationstechnik die Mitarbeiter des Network Operation Center mit diesen geplanten Arbeiten rechnen und dementsprechend schnellere Reaktionszeiten im Fehlerfalle garantieren können.